# Communauté de communes de Caudebec-en-Caux-Brotonne
 (mai 2024).
La Communauté de communes de Caudebec-en-Caux-Brotonne était une communauté de communes française, située dans le département de la Seine-Maritime et la région Haute-Normandie.

## Histoire
- 1er janvier 1994 :création de la communauté avec les communes de : Anquetierville, Saint-Aubin-de-Crétot, Saint-Nicolas-de-la-Haie, Caudebec-en-Caux, Saint-Gilles-de-Crétot et Villequier.
- 1er janvier 1997 : la commune de Louvetot rejoint la communauté.
- 1er janvier 2001 : les communes de : Maulévrier-Sainte-Gertrude, Saint-Nicolas-de-Bliquetuit, Saint-Arnoult et Vatteville-la-rue rejoignent les 7 premières communes.
- 29 janvier 2001 : adhésion de la communauté de communes (CCRCB) au Syndicat Mixte de Port Jérôme (SMI)
- 1er janvier 2002 : les deux communes de La Mailleraye-sur-Seine et Notre-Dame-de-Bliquetuit adhèrent.
- 1er janvier 2003 : les deux dernières communes du canton de Caudebec-en-Caux ayant possibilité d'adhérer sont accueillies : Saint-Wandrille-Rançon et Heurteauville.
- 12 avril 2006 : réunion des maires et conseillers municipaux en vue de regrouper les communautés de communes de Caudebec-en-Caux-Brotonne, de Port-Jérôme et du Canton de Bolbec en une seule communauté qui regrouperait les 47 communes.
- Mars 2007 : les conseils communautaires des trois communautés de communes votent favorablement la fusion. Chaque conseil municipal doit maintenant se prononcer sur cette proposition.
- 18 juin 2007 : le conseil municipal de Saint-Wandrille-Rançon s'oppose à l'adhésion de la commune à la future communauté de communes Caux-Vallée de Seine.
- 30 juillet 2007 : le conseil municipal de Saint-Wandrille-Rançon émet le souhait d'adhérer à la communauté de communes du Trait-Yainville.
- 15 octobre 2007 : date prévue pour la signature par le préfet de l'arrêté de création de la communauté de communes Caux-Vallée de Seine.
- 4 décembre 2007 : date prévue du premier conseil communautaire.
- 18 décembre 2007 : date prévue de la signature du budget.
- 1er janvier 2008 : date de la création effective de la communauté de communes Caux-Vallée de Seine, la communauté de communes de Caudebec-en-Caux-Brotonne a été supprimée la veille.

## Composition
Elle regroupe 15 communes du département de la Seine-Maritime.
| Commune                     | Population 1999 | Code postal | Code INSEE |
| --------------------------- | --------------- | ----------- | ---------- |
| Anquetierville              | 337             | 76490       | 76022      |
| Caudebec-en-Caux            | 2 342           | 76490       | 76164      |
| Heurteauville               | 304             | 76940       | 76362      |
| Louvetot                    | 575             | 76490       | 76398      |
| La Mailleraye-sur-Seine     | 1 833           | 76940       | 76401      |
| Maulévrier-Sainte-Gertrude  | 905             | 76490       | 76418      |
| Notre-Dame-de-Bliquetuit    | 559             | 76940       | 76473      |
| Saint-Arnoult               | 1 356           | 76490       | 76557      |
| Saint-Aubin-de-Crétot       | 474             | 76190       | 76559      |
| Saint-Gilles-de-Crétot      | 268             | 76490       | 76585      |
| Saint-Nicolas-de-Bliquetuit | 492             | 76940       | 76625      |
| Saint-Nicolas-de-la-Haie    | 379             | 76490       | 76626      |
| Saint-Wandrille-Rançon      | 1 172           | 76490       | 76659      |
| Vatteville-la-Rue           | 890             | 76940       | 76727      |
| Villequier                  | 808             | 76490       | 76742      |